# Blast (musikalbum)
För andra betydelser, se Blast (olika betydelser).
Blast är den brittiska musikern Holly Johnsons debutalbum, släppt den 24 april 1989 via skivbolaget MCA.

## Låtlista
| Nr  | Titel            | Längd |
| --- | ---------------- | ----- |
| 1.  | "Atomic City"    | 6:16  |
| 2.  | "Heaven's Here"  | 4:14  |
| 3.  | "Americanos"     | 3:36  |
| 4.  | "Deep in Love"   | 3:58  |
| 5.  | "S.U.C.C.E.S.S." | 3:34  |
| 6.  | "Love Train"     | 4:01  |
| 7.  | "Got It Made"    | 3:47  |
| 8.  | "Love Will Come" | 4:26  |
| 9.  | "Perfume"        | 3:32  |
| 10. | "Feel Good"      | 5:27  |